# Madrasa Salihiyya

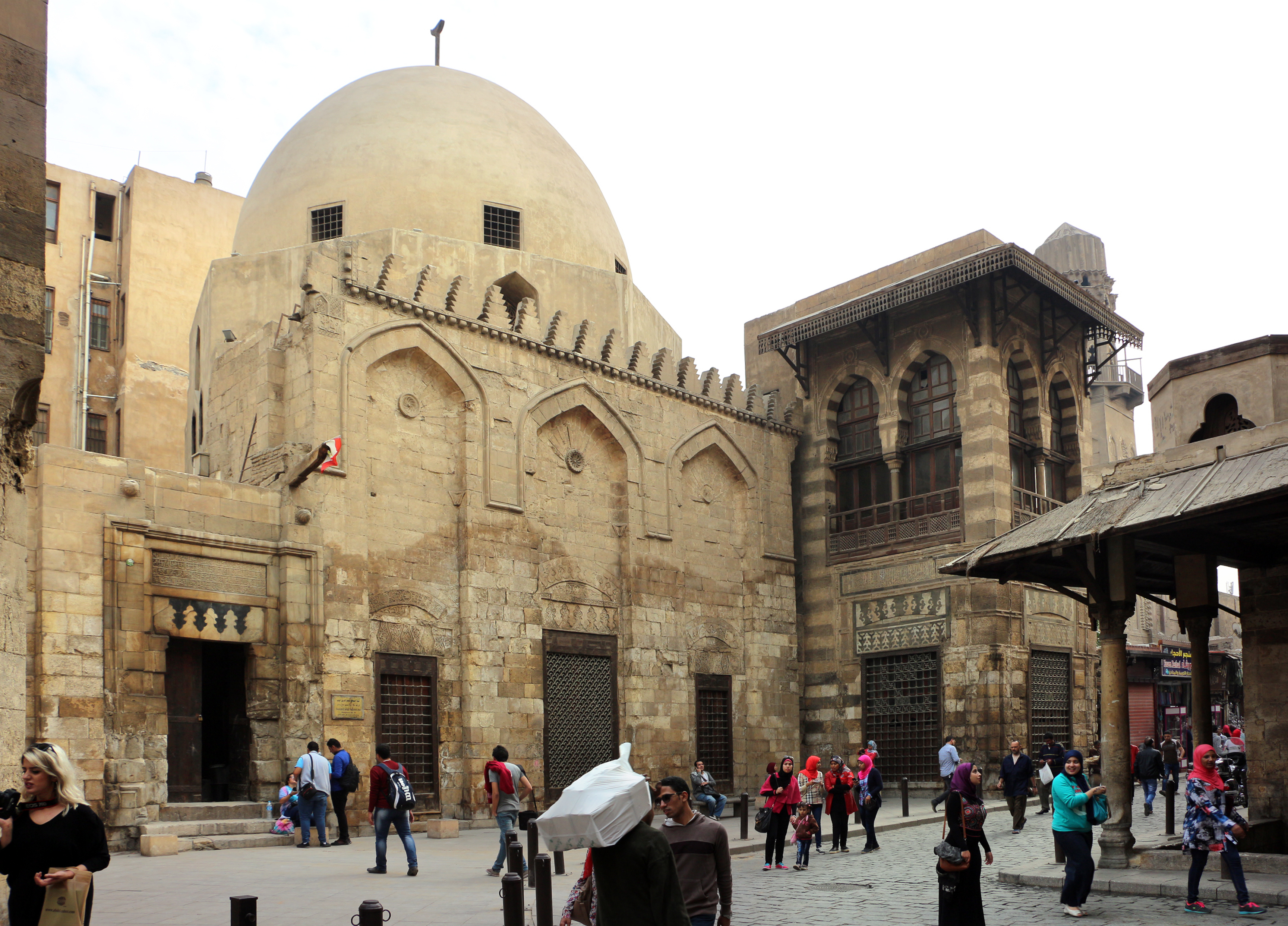
El mausoleo abovedado de as-Salih Najm ad-Din Ayyub, con vistas a la calle al-Muizz actualmemte.

La Madrasa Salihiyya (o Madrasa as-Salihiyya), también llamada Madrasa y Mausoleo de as-Salih Najm ad-Din Ayyub (en árabe: مدرسة وقبة الصالح نجم الدين أيوب‎, romanizado: Madrasa wa Qubbat as-Salih Nagm ad-Din Ayyub) es un complejo histórico de madrasas y mausoleos en El Cairo, Egipto. El complejo fue fundado por el sultán Ayub as-Salih Ayyub en 1242 y Shajarr ad-Durr añadió su mausoleo tras su muerte en 1249. Fue uno de los centros más destacados de aprendizaje islámico en la era ayubí y mameluca en los siglos XIII y XIV d. C. Sus restos se encuentran en la calle al-Muizz en el distrito histórico de El Cairo frente al Complejo del Sultán Qalawun.

## Historia

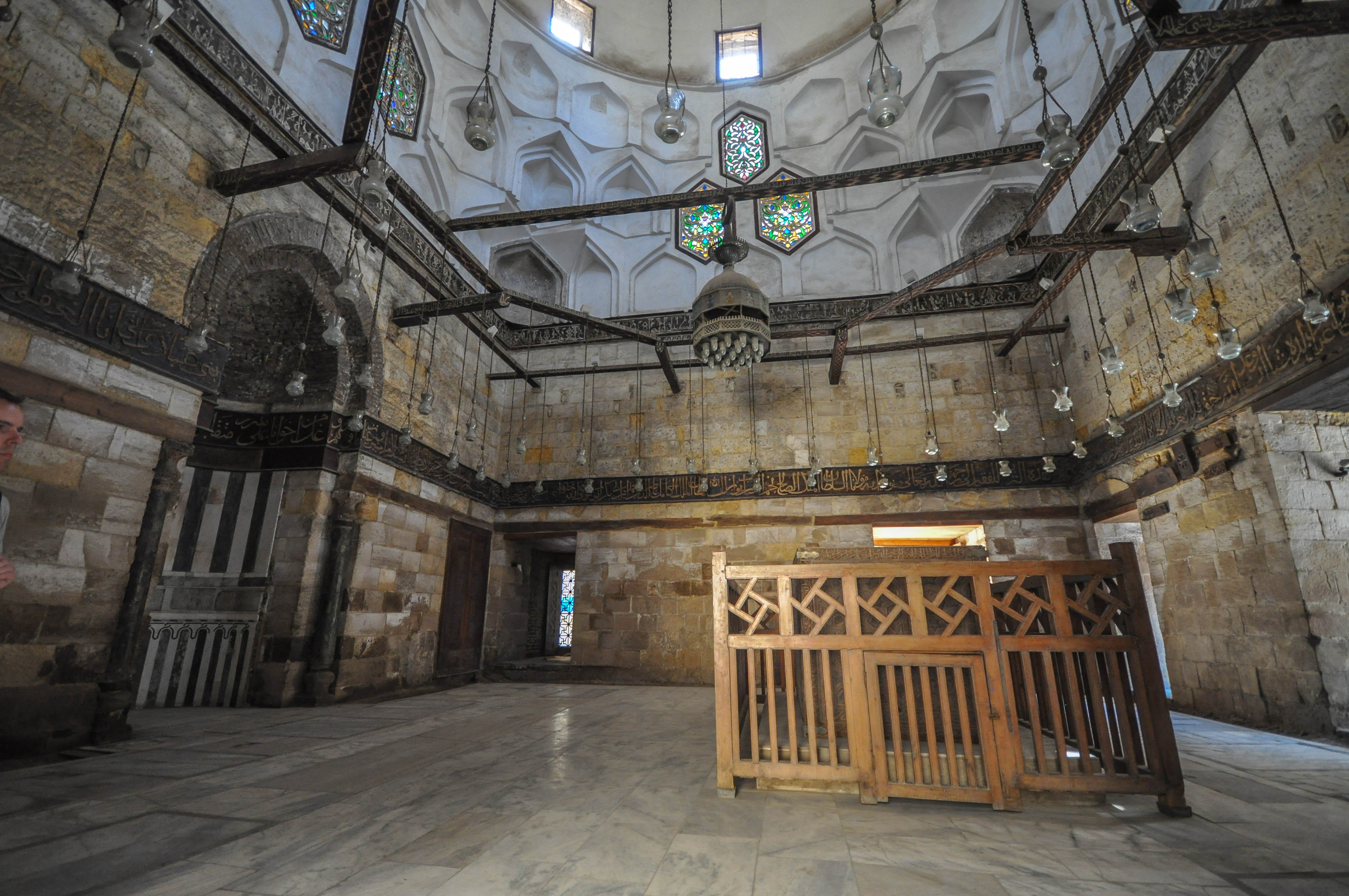
Interior del mausoleo

En el siglo XIII, la dinastía ayubí fundada por Saladino gobernó Egipto y las tierras vecinas. En 1242, el sultán de la época, as-Salih Ayyub, construyó la Salihiyya Madrasa (que lleva su nombre). Se convirtió en la primera madrasa ("universidad religiosa") en El Cairo en enseñar las cuatro madhabs ("facultades de derecho") del Islam sunita. El ala norte del complejo se dedicó a las denominaciones Shafi'i y Maliki y el ala sur se dedicó a las denominaciones Hanafi y Hanbali.
En 1249, Shajar Al-Durr, la viuda de as-Salih Ayyub, hizo construir un mausoleo para As-Salih junto a su madrasa. Esto estableció una tradición islámica medieval de enterrar al patrón en la institución religiosa que él o ella fundó. La Salihiyya Madrasa entrenó a los faqih (jueces o expertos en jurisprudencia) sunitas y pronto se hizo conocida como la "ciudadela de los eruditos (ulema)". Los relatos históricos, como el mapa de al-Maqrizi, muestran que había 24 madrasas en Ayyub Cairo. Sin embargo, la mayoría de estas madrasas, excepto Madrasa de Al-Saleh y Madrasa al-Kamil, no han sobrevivido. Incluso una gran parte de la Madrasa de as-Salih ha desaparecido, a excepción de una parte del iwan occidental. Quedó desierta en algún momento después de la conquista de Egipto por el Imperio otomano a principios del siglo XVI.

## Arquitectura
Según el cronista musulmán al-Maqrizi, as-Salih Ayyub hizo demoler el muro este del palacio real para construir los dos complejos de edificios que componían el Salihiyya Madrasa. Las dos alas paralelas estaban divididas por un pasaje público. Cada una de las alas constaba de dos pisos centrados en patios interiores abiertos. La parte occidental de cada ala proporcionaba alojamiento para los estudiantes, mientras que las mitades orientales funcionaban como iwan, salones abovedados abiertos donde se impartía la enseñanza. El plan arquitectónico se originó en la Persia islámica, mientras que los propios iwan derivan de la Persia preislámica. Aunque Salihiyya Madrasa no fue la primera madrasa en introducir la corte iwan en Egipto, es la estructura más antigua de este tipo que se conserva en el país. Su plan jugó un papel importante en la arquitectura posterior de El Cairo.
A día de hoy, no quedan restos del ala sur salvo la fachada. Pocas partes del ala norte, a saber, el iwan, siguen en pie. Este iwan estaba dedicado a la denominación Maliki. La qibla iwan más grande que ya no está intacta tenía tres mihrabs y estaba dedicada a la denominación Shafi'i. Debido a la cuestión de reconciliar las vías ya construidas con la necesidad tradicional de alinear las estructuras primarias con la Meca, el plan de construcción era asimétrico. El exterior del edificio actualmente está cubierto por tiendas, con solo el minarete y partes de la fachada central visibles desde la calle.
La Salihiyya Madrasa rompió la tradición ayubí de solo agregar minaretes a las mezquitas de los viernes para llamar a los musulmanes a la oración en esa mezquita. El minarete de la madrasa se coloca directamente sobre la entrada de la madrasa. La estructura tiene dos ejes rematados por cúpulas de cascos acanalados divididos por un balcón y se conoce como mabkhara ("quemador de incienso"). El fuste inferior es rectangular y en cada uno de sus lados hay tres altos paños arco de quilla rehundidos con capiteles nervados. Su fuste superior es de forma octogonal y también con paneles en arco de quilla. Sin embargo, a diferencia de su contraparte inferior, es una estructura más abierta llena de ventanas con arcos lobulados. Las bases de las cúpulas del alminar están decoradas con dos bandas de mocárabes.